# Senetta Joseftal
Senetta Joseftal (hebr.: סנטה יוספטל, ang.: Senetta Yoseftal, ur. 5 grudnia 1912 w Fürth, zm. 26 lipca 2007) – izraelska prawniczka, ekonomistka i polityk, poseł do Knesetu – w latach 1955–1956 z listy Mapai, w latach 1976–1977  listy Koalicji Pracy.

## Życiorys
Urodziła się 5 grudnia 1912 w niemieckim Fürth. Ukończyła prawo i ekonomię. Od 1933 działała w młodzieżowej organizacji syjonistycznej Habonim, w latach 1934–1938 pracowała w centrum organizacji He-Chaluc w Berlinie. W 1938 wyemigrowała do Palestyny.
W 1945 należała do grona założycieli kibucu Galed, w niepodległym już Izraelu działała w Ruchu Kibucowym oraz w organizacji związkowej Histadrut. W wyborach parlamentarnych w 1955 po raz pierwszy dostała się do izraelskiego parlamentu z listy rządzącej partii lewicowej Mapai. 24 października 1956 zrezygnowała z mandatu poselskiego, który objął po niej Dawid Bar-Raw-Haj. W latach 1956–1960 była członkiem Komitetu Wykonawczego Histadrutu, w latach 1960–1962 dyrektorem gospodarczym Ruchu Kibucowego, a w latach 1962–1965 oraz 1967–1970 była jego sekretarzem generalnym. W latach 1970–1972 była dyrektorem państwowego przedsiębiorstwa wodnego Mekorot.
Bez powodzenia kandydowała w wyborach w 1973 z listy Koalicji Pracy, jednak w skład ósmego Knesetu weszła ostatecznie 1 września 1976 po rezygnacji Cewiego Gerszoniego. Następnie zasiadała w zarządzie Ruchu Kibucowego i była członkiem komitetu centralnego Partii Pracy.
Zmarła 26 lipca 2007.

## Życie prywatne

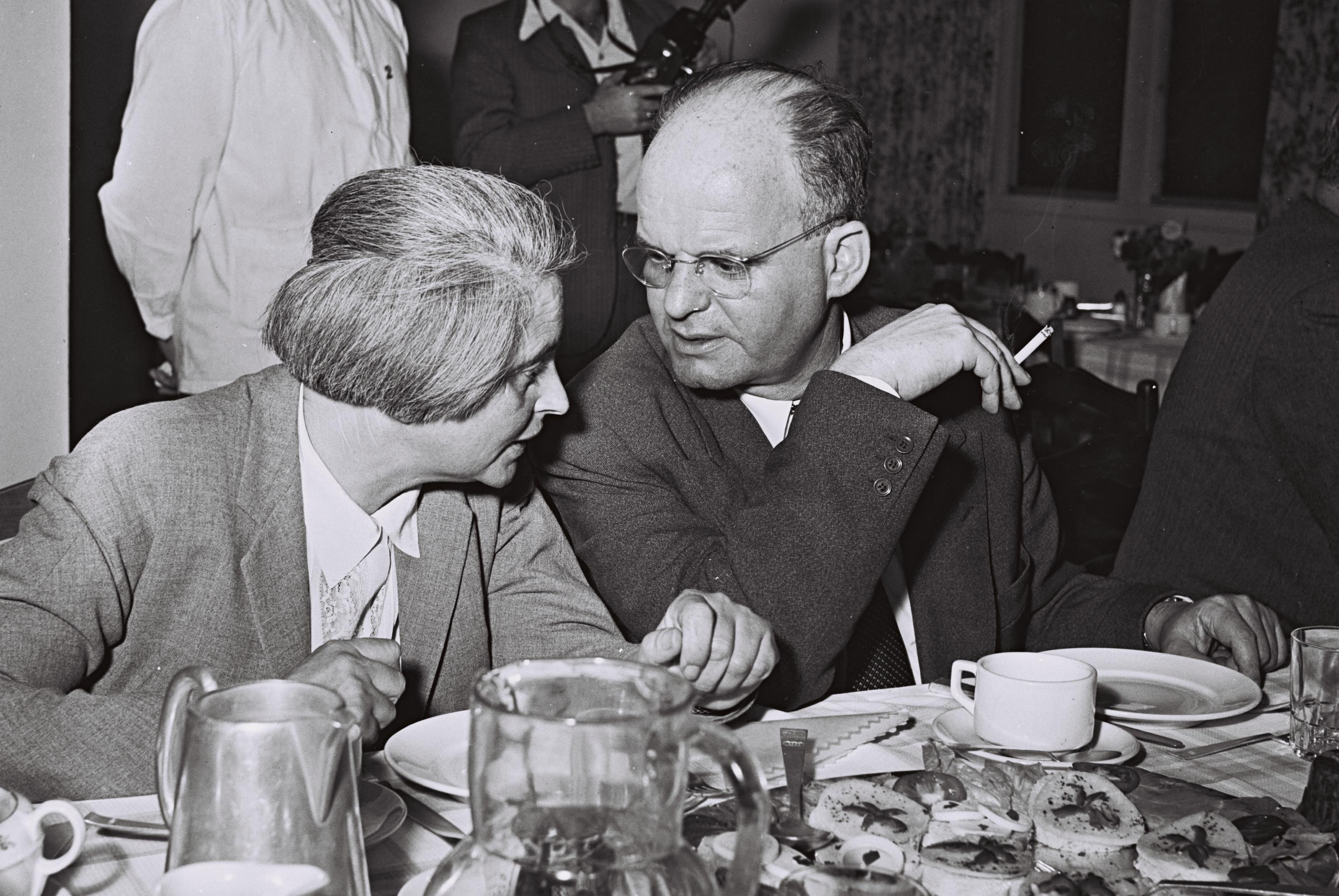
Senetta i Gijjora Joseftalowie w 1954

Jej mężem był Gijjora Joseftal (1912–1962), również polityk Mapai, poseł, a także minister budownictwa, pracy oraz rozwoju w rządach Ben Guriona.